# Margaretha van Antiochië

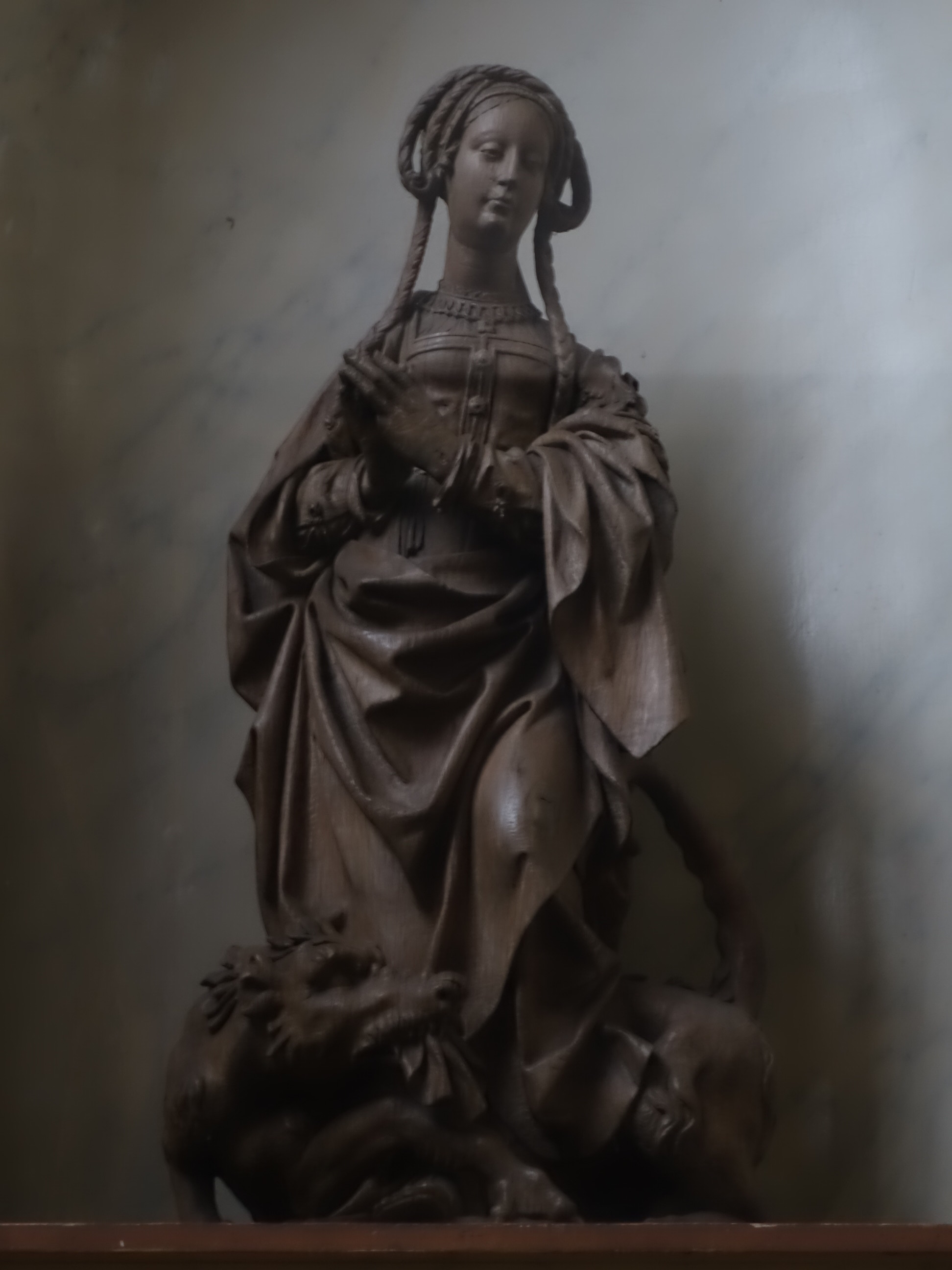
Houten beeld van Margaretha van Antiochië (ca. 1520) in de Brusselse Kapellekerk.

Margaretha van Antiochië (Sint-Margriet) († ca. 305), ook bekend als heilige Marina, is een heilige en martelares binnenin de Rooms-Katholieke Kerk, de Oosters-orthodoxe kerken, de Anglicaanse Kerk en in de Oriëntaals-orthodoxe kerken. Binnen de Rooms-Katholieke kerk is ze bekend onder de Veertien Heilige Helpers omdat ze helpt bij ziekte of aandoeningen.

## Legende
Wat de levensgeschiedenis van Margaretha betreft, is niets met zekerheid te vertellen. Verhalen over haar duiken pas op in de 9e eeuw. Volgens de overlevering, die te vinden is in de Legenda Aurea is zij geboren in de 3e eeuw in Antiochië, de hoofdstad van Pisidië, als dochter van de heidense tempelpriester Aedesius. De streek in West-Azië maakte deel uit van het Romeinse Rijk. Haar vader minachtte haar om haar christelijk geloof. Margaretha leefde op het land als herderin. Toen de stadsprefect Olybrius haar een huwelijksaanzoek deed, op voorwaarde dat ze haar geloof zou afzweren, weigerde ze. Daarop werd ze gevangengezet en gemarteld. Dan volgen een aantal wonderbaarlijke gebeurtenissen. De bekendste is dat satan, in de gedaante van een draak, haar opslokte. Margaretha ontsnapte levend doordat de draak haar uitspuwde, vanwege het kruis dat ze droeg wat zijn ingewanden irriteerde. Uiteindelijk werd ze toch omwille van haar geloof ter dood gebracht.

## Patrones
Margaretha is een van de Veertien heilige helpers. Ze is patrones van voedsters, verpleegsters, vroedvrouwen en nierpatiënten. Wegens haar ontsnapping uit de buik van de draak werd zij aangeroepen bij barensweeën en zwangerschap, onvruchtbaarheid, gebrek aan moedermelk, krampen en borstkwalen. In de middeleeuwen viel in het bisdom Utrecht haar feest op 13 juli. Later werd dat 20 juli.
In Lichtervelde viert men de naamdag van Margaretha luisterrijk met een kerkelijke noveen, de zogenoemde 'Margrietefoor', vuurwerk en een avondmarkt. Tot in de jaren 1990 kwamen jaarlijks duizenden bedevaarders naar de plaats om haar te vereren.
Zij is ook de patrones van het gehucht/parochie Nieuwenhove dat bij stad Waregem hoort; de Ninovieten bouwden hier in 1894 voor haar een kerkje uit protest wegens de lange afstand naar de dekenij in het centrum van Waregem. In 1971 werd een nieuwe kerk gebouwd, waarna de oude in 1973 werd afgebroken. Ook te Grembergen, thans een deelgemeente van Dendermonde, wordt ze vereerd en is de kerk aan haar is gewijd. Daarnaast is ze ook patrones van Baardegem (deelgemeente van Aalst). 
Haar naam werd toegevoegd aan het Vlaamse dorp Sint-Margriet Houtem om het te onderscheiden van Houtem bij Landen en Houtem bij Hoegaarden. Het Oost-Vlaamse Sint-Margriete is, evenals het Nederlandse Margraten, naar haar genoemd.
De Sint-Margaritakerk te Lier, ook wel Begijnhofkerk genoemd, is toegewijd aan Margaretha van Antiochië, ze is ook patrones van het Lierse Begijnhof.
In de provincie Groningen stond te Lagemeeden sinds 1340 eeuwenlang een kapel gewijd aan 'Sint-Margriet'. Tot aan de Reformatie werd er een relikwie van de martelares vereerd. Van de kapel, later een protestantse kerk, resteerde na de sloop in 1862 alleen nog een kerkhof.

## Galerij

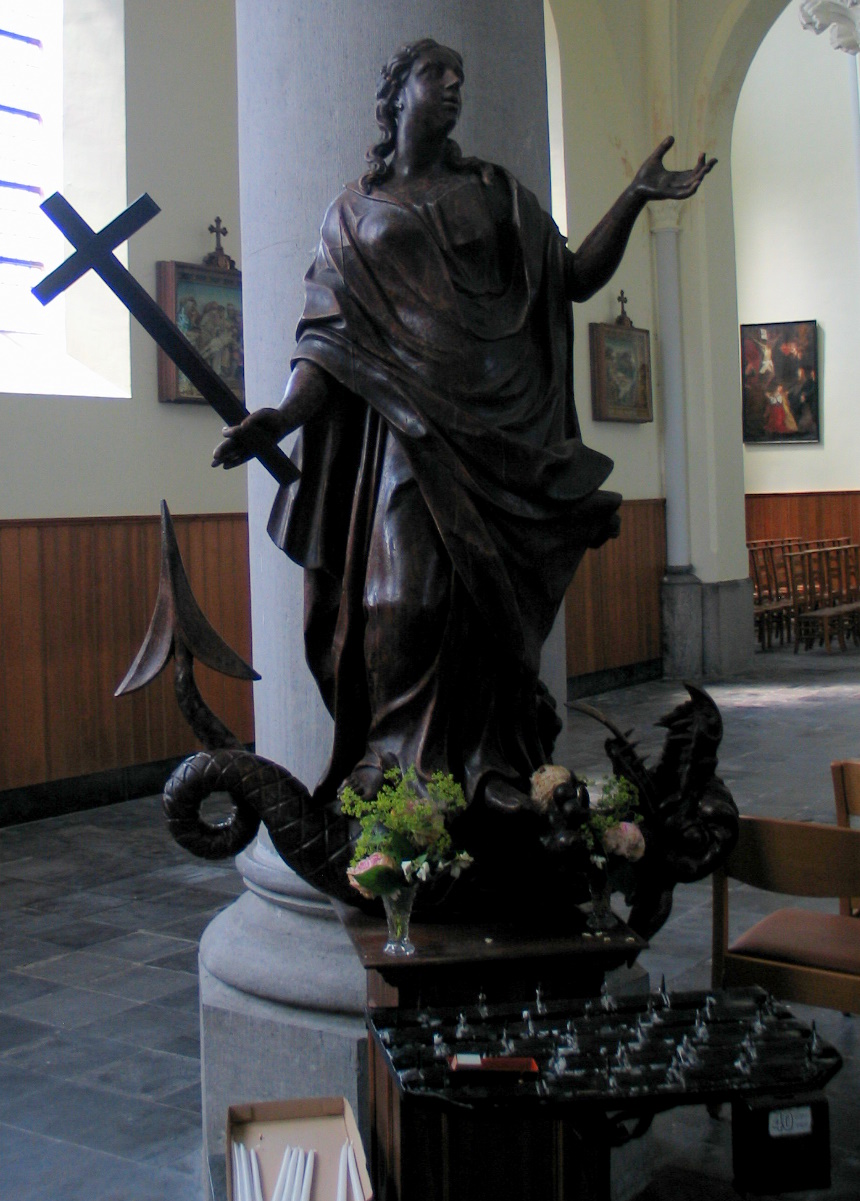
Margaretha in de Sint-Margaretakerk van Sint-Margriete
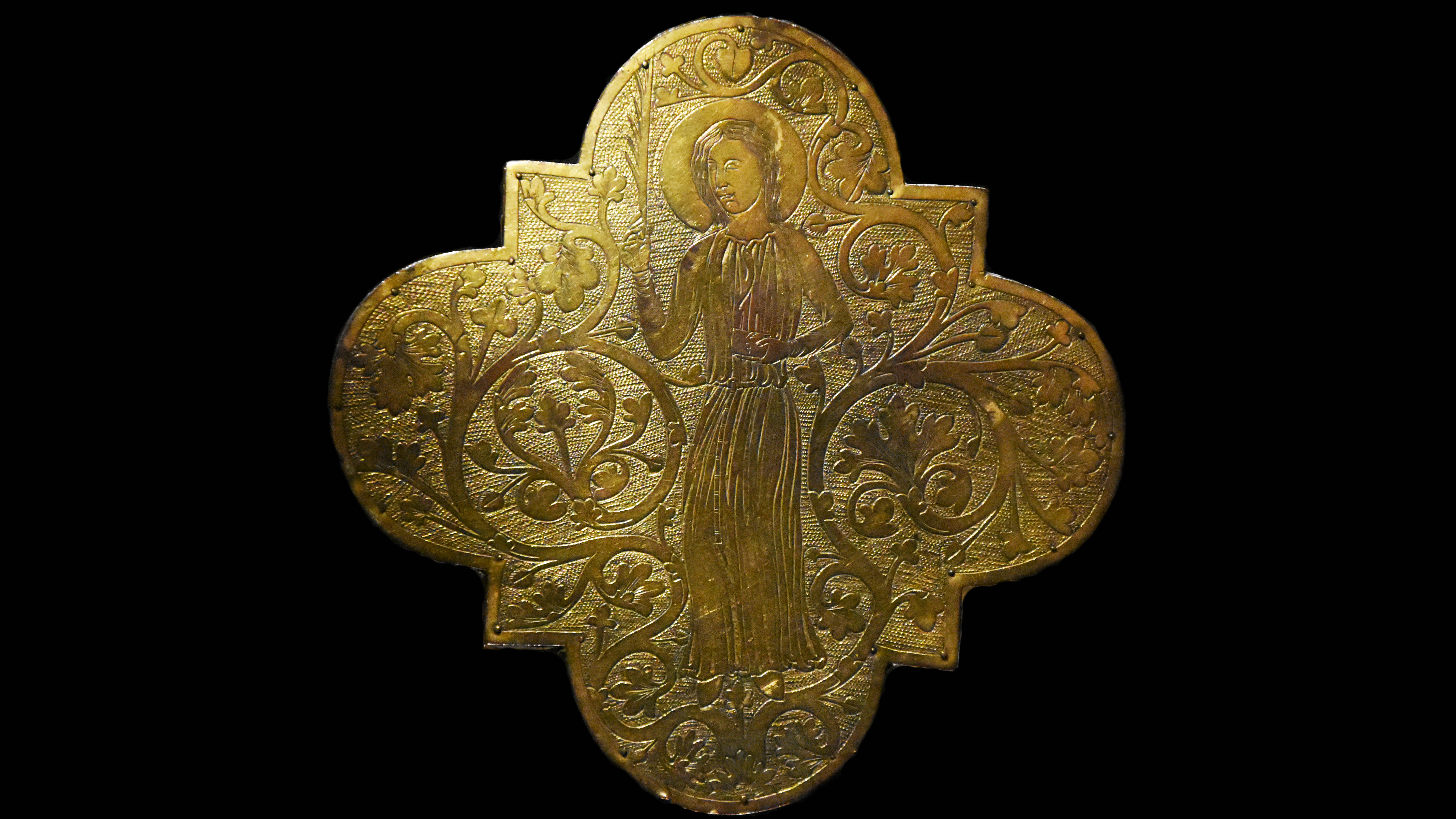
Fylacterion van de heilige Margaretha van Antiochië - kerkschat van Oignies
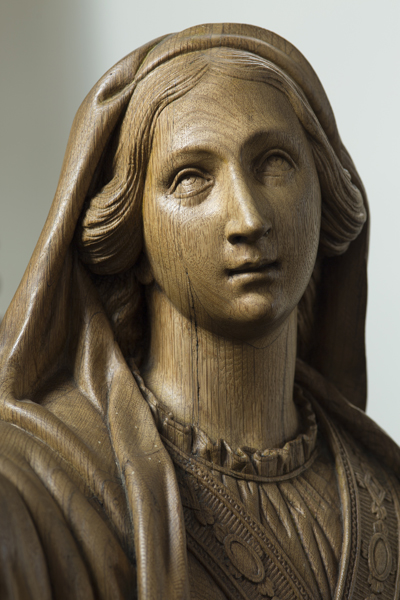
Beeld in Tournai
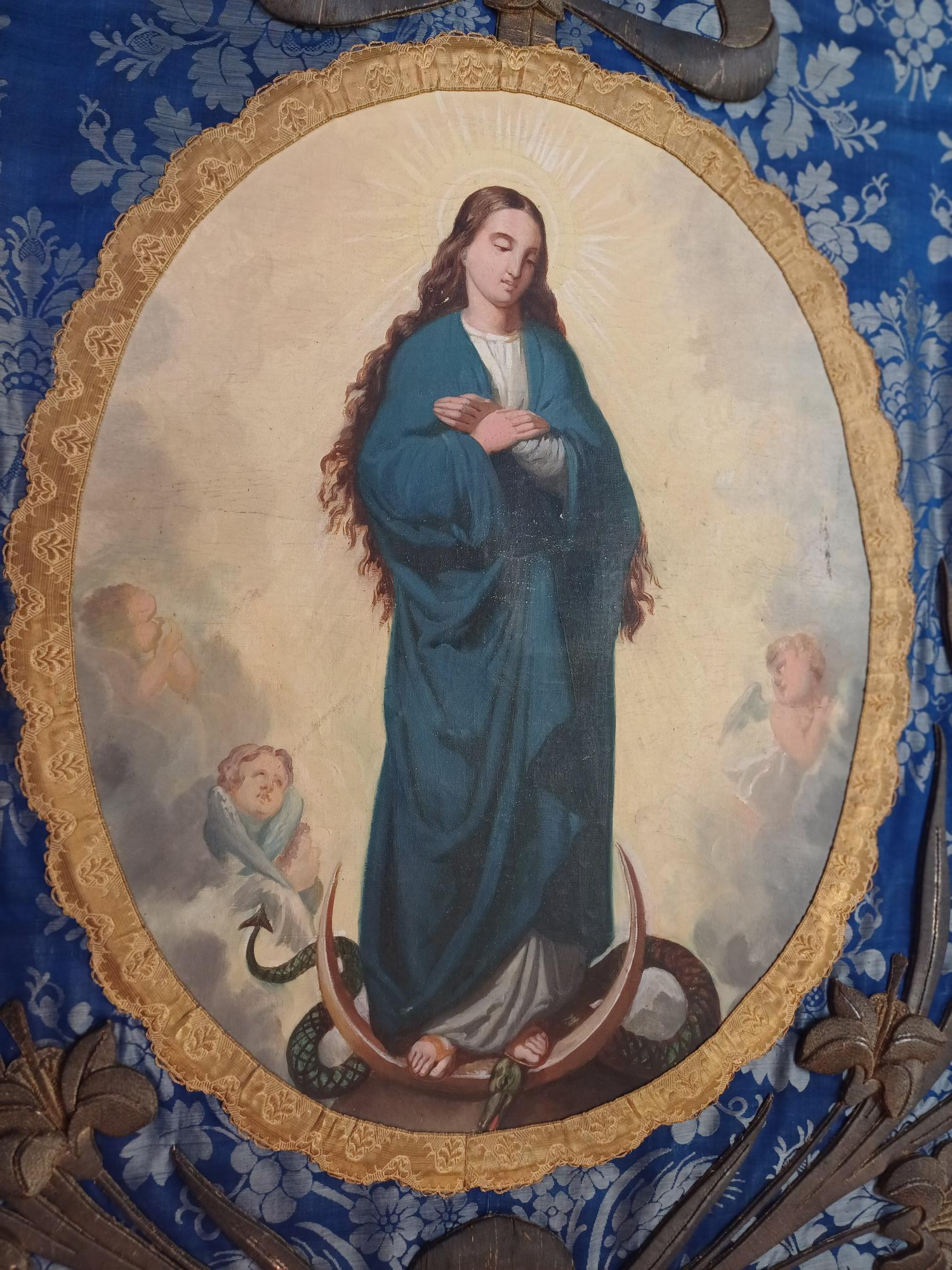
Processievaandel van het Broederschap van Margaretha van Antiochië uit Baardegem.